# 悪魔の幕開け
「悪魔の幕開け」（"Days Gone Bye"）はポスト・アポカリプスホラーテレビシリーズ『ウォーキング・デッド』の第1シーズン第1話である。米国ではAMCにより2010年10月31日に放送された。このエピソードは当シリーズのクリエイターであるフランク・ダラホンが脚本・監督を務めた。
当シリーズのコミック原作者、ロバート・カークマンにより、コミックをベースにしたテレビシリーズの制作が検討されていたが、なかなか計画が進行しなかった。しかし、フランク・ダラホンがテレビシリーズの制作に関心を表明。2010年1月には、AMCが正式にプロットの制作を依頼したことを発表した。同発表で脚本、監督にフランク・ダラホン、製作総指揮としてゲイル・アン・ハードを指名した。
2010年5月にジョージア州アトランタでパイロットのための主な写真撮影が行われた。撮影では全てに16mmフィルムを使用し、CGIによる編集が行われた。
大規模なプロモーションキャンペーンが、リリース前数ヶ月に及んで行われた。「ゾンビ侵略イベント」と題しニューヨーク、ワシントンD.C.、ロンドン、マドリードの4都市で開催された。また、このエピソードは世界120ヶ国でプレミアが行われた。
「悪魔の幕開け」はアンドリュー・リンカーンの演技とフランク・ダラボンの演出が絶賛を受けた。何人かの批評家は『LOST』と比較した。このエピソードは535万の視聴率を達成、AMC史上、最も多い初回視聴率記録となった。ニールセンによる格付けでは18歳〜49歳の人口統計で2.7を獲得、これは360万視聴に換算される。
邦題は「悪魔の幕開け」「悪"夢"の幕開け」「目覚めの朝」と三種類ある。収録DVDや視聴サービスによって表記が異なる。

## あらすじ
このエピソードはフラッシュフォワード（未来の出来事の挿入）から始まる。不気味に静まり返った道路に「134 Sheriff's Dept.」と書かれたポリスカーがゆっくりと走ってくる。それは横転したSUVとセミトラックの間に停車された。乗っていたのは保安官代理のリック・グライムズ（アンドリュー・リンカーン）。彼はおもむろに車から降りると、トランクからポリタンクを取り出し、至る所に大破した車・炎上したであろう車が散乱している荒廃した道路をゆっくりと歩き出す。
少し斜面を下り、ガスストップの看板の下をくぐると、三輪車や人形など子供のおもちゃが散乱している。付近の車の中をのぞき込むと死後何日も経過し、腐敗した死体に大量のハエが群がっている。そのまま歩みを進めると「NO GAS（ガソリン切れ）」とスプレーで書かれた鉄看板が風に揺れている。あたりを見渡すように振り返り、元きた道を戻ろうとした時、近づいてくる足音が聞こえる。身をかがめ、傍らの車の下から足音のする方を覗くと、スリッパを履いた子供のような足が歩いて行くのが見える。その足の主は立ち止まると、落ちているくまのぬいぐるみを拾い上げた。それを見たリックは慌てて立ち上がり、”それ”を追いかけながら「お嬢ちゃん」「私は保安官だよ」と呼びかけるが、呼びかけにも応じず少女は歩き去っていく。リックは続けて「Little Girl ?」と呼びかけると少女はようやく足を止めた。「怖がらなくていいよ？お嬢ちゃん？」と優しく続ける。少女はようやくこちらに振り返る。